# 臭気判定士会

## 臭気判定士会
臭気判定士会（しゅうきはんていしかい）は、日本の国家資格「臭気判定士」に関連する専門家の交流促進、知識向上、社会的地位の向上を目的として活動する任意団体である。2003年4月25日に設立された。

### 設立の目的
臭気判定士会は、以下の目的を掲げて活動している：
- 臭気判定士に関する情報提供
- 臭気判定士同士の交流促進
- 臭気に関する知識・技術の向上
- 臭気判定士の社会的活動の拡大
- 臭気判定士の社会的地位の向上[1]

### 主な活動内容
臭気判定士会は、資格取得者や受験希望者、臭気に関心のある一般の人々を対象に、以下のような活動を行っている：
- 臭気判定士試験の受験支援（受験対策講習会、試験解答解説集）
- 臭気対策技術に関する講習会の開催
- 会員向けの情報発信（ニュースレター、Webコンテンツ）
- 協賛企業との連携による技術交流[1]

### 組織構成
臭気判定士会は任意団体として運営されており、個人会員・法人会員の両方を受け入れている。協賛企業との連携も積極的に行っており、臭気測定機器メーカーや環境コンサルタント企業などが参加している。
理事には、臭気判定士として著名な人物も名を連ねて==おり、業界内での信頼性と影響力を持つ団体である。

### 関連資格：臭気判定士
臭気判定士は、1996年に悪臭防止法に基づいて創設された国家資格であり、公益社団法人におい・かおり環境協会が試験を実施している。臭気判定士は、悪臭の測定・評価を行い、環境保全に貢献する専門職である。